# Кемарский, Константин Семёнович
 Константин Семёнович Кемарский  (1847—1922) — акушер-гинеколог, общественный деятель, доктор медицины, статский советник, директор Гродненской повивальной школы и Гродненской акушерско-фельдшерской школы, организатор здравоохранения, и среднего медицинского образования в Гродненской губернии.

## Биография
Происходил из дворянской семьи. Родился 13 (25) февраля 1847 года. В 1867 году окончил Харьковскую гимназию. Высшее образование получил на медицинском факультете Харьковского университета, окончив курс которой с отличием в 1873 году. Был оставлен на три года при университете для подготовки к профессорскому званию; в феврале следующего года он был назначен ординатором университетской акушерской клиники.
В 1877 году переведён в Гродно на должность директора, открытой там в октябре 1876 года, Повивальной школы (вместо Д. А. Сибилева, переведённого в Астрахань на должность губернского врачебного инспектора). При нём в 1878 году состоялся первый выпуск из школы 13 «хорошо обученных повивальных бабок», которые должны были отработать три года в сельской местности, после чего могли заняться «вольной практикой». Должность директора он занимал по 1910 год. За это время число учениц увеличилось с 16 в 1876 году, до 44 в 1910 году. Кемарский предлагал преобразовать повивальную школу в повивально-фельдшерскую и даже подготовил в 1885 году проект устава и учебных программ; но проект не был реализован. В 1901 году, когда отмечалось 25-летие школы, Кемарский указывал, что за это время была подготовлена 281 повивальная бабка. В 1910 году Повивальная школа была преобразована в акушерско-фельдшерскую, которую Кемарский возглавлял до её закрытия в 1919 году.
С 1915 по 1919 годы жил и работал в Калуге, куда была эвакуирована школа, а затем вернулся на родину, являлся активным членом Общества врачей Гродненской губернии и Гродненского православного Софийского братства.
Скончался в 1922 году. Похоронен в Гродно. В честь врача-подвижника в Гродненском государственном медицинском училище учреждены две стипендии.

## Награды
- орден Св. Станислава 3-й ст. (1883)
- Орден Св. Станислава 2-й ст. (1897)
- орден Св. Анны 3-й ст. (1888)
- орден Св. Анны 2-й ст. (1901)